# Архангельське 2-е
Арха́нгельське 2-е (рос. Архангельское 2-е) — село у складі Красночикойського району Забайкальського краю, Росія. Входить до складу Архангельського сільського поселення.

## Історія
2013 року було заплановано виділити нове село Архангельське 2-е зі складу села Архангельське.
Однак станом на 2021 рік виділення не відбулось.